# John Atherton
John Atherton (Somerset, 1598-Londres, 5 de diciembre de 1640) fue un obispo anglicano inglés.
Estudió en la Universidad de Oxford y se unió al clero anglicano. En 1634 fue nombrado obispo de Lismore (Waterford) y Waterford en Irlanda. 
Su participación fue clave para la instauración de la Buggery Act (Ley de Sodomía de 1533).
Ese año (1634) presionó a la Cámara de los Comunes en Dublín (Irlanda) para que dictara la ley An Act for the Punishment for the Vice of Buggery (‘una ley para el castigo del vicio de la sodomía’), que estaba basada en la Ley de sodomía de 1533 votada en Londres por presión de Thomas Cromwell (1485-1540).
Seis años después, en 1640, John Atherton fue acusado de sodomía (buggery) con su mayordomo y contador John Childe. Ambos fueron juzgados y condenados a muerte por ahorcamiento. Las fuentes afirman que confesó antes de su muerte, aunque anteriormente había proclamado su inocencia.
Estudios más recientes[cita requerida] han encontrado evidencias históricas que señalan que Atherton pudo haber sido víctima de una conspiración para desacreditarlo a él y a sus superiores.